# Program Polaris
Program Polaris – załogowy program lotów kosmicznych organizowany przez biznesmena i komercyjnego astronautę Jareda Isaacmana, który we wrześniu 2021 roku dowodził misją Inspiration4. W pierwszych dwóch lotach wykorzystany zostanie statek kosmiczny Crew Dragon należący do SpaceX, natomiast trzeci lot ma być pierwszym załogowym lotem Starshipa. Polaris Dawn będzie pierwszym lotem programu w którym podjęta zostanie próba pierwszego prywatnego spaceru kosmicznego.
NASA wraz ze SpaceX podpisały we wrześniu 2022 roku umowę Space Act Agreement, która ma na celu zbadanie wykonalności wspólnej misji SpaceX oraz programu Polaris, która miałaby skutkować podniesieniem orbity Kosmicznego Teleskopu Hubble' a przy pomocy statku kosmicznego Crew Dragon.

## Wykaz lotów
| Lp | Nazwa misji   | Data uruchomienia | Rakieta nośna    | Statek kosmiczny       | Załoga                                              | Status    |
| -- | ------------- | ----------------- | ---------------- | ---------------------- | --------------------------------------------------- | --------- |
| 1  | Polaris Dawn  | 10 września 2024  | Falcon 9 Block 5 | Crew Dragon Resilience | Jared Isaacman Scott Poteet Sarah Gillis Anna Menon | Sukces    |
| 2  | Nie ogłoszono | Nie ogłoszono     | Falcon 9 Block 5 | Crew Dragon            | Nie ogłoszono                                       | Planowany |
| 3  | Nie ogłoszono | Nie ogłoszono     | Starship         | Starship               | Nie ogłoszono                                       | Planowany |